# (12413) Johnnyweir
(12413) Johnnyweir est un astéroïde de la ceinture principale.

## Description
(12413) Johnnyweir est un astéroïde de la ceinture principale. Il fut découvert le 26 septembre 1995 à Zelenchukskaya Station par Timur V. Kryachko. Il présente une orbite caractérisée par un demi-grand axe de 2,43 UA, une excentricité de 0,19 et une inclinaison de 3,9° par rapport à l'écliptique.